# Dorysówka
Dorysówka – efekt specjalny stosowany w produkcji filmowej, trik scenograficzny polegający na zastąpieniu brakującego fragmentu dekoracji fragmentem malowanym na tafli.